# Алдан (аэропорт)
Аэропо́рт Алда́н — гражданский региональный аэропорт, расположен в городе Алдане Алданского района Республики Саха (Якутия). Был открыт в 1931 году, ранее обеспечивал регулярное авиасообщение с региональным центром, столицей Республики Саха (Якутия) Якутском.

## Технические характеристики
Аэродром: класса Д, ИВПП-1, магнитный курс 56°–236°; 1800х35 м, асфальтобетон, без категории.
Радиотехническое оборудование: ОПРС, ОРЛ-А, АРП

Светосигнальное оборудование: ОМИ «Курс-1» с МКпос=56°/236°
Основные объекты: Аэровокзал 100 пасс. Склад горюче-смазочных материалов 1760м3П.
Электроснабжение и теплоснабжение: от поселковых сетей
Резерв электропитания: дизель генератор аварийный (АД-30 киловатт) объекты светотехнического обеспечения взлётно-посадочной полосы

### Принимаемые типыВС
Ан-2, Ан-3, Ан-24, Ан-26, Ан-28, Ан-38, Diamond DA40 Tundra, Ил-14, Pilatus Aircraft LTD PC-6/B2-H4, Aero Commander 680 FL(P), Л-410, Як-40 и вертолеты всех типов. 

## Показатели деятельности
| год        | 2014 | 2015 | 2016 | 2017 |
| пассажиров | 4460 | 4316 | 3668 | 3340 |
| Источники: |      |      |      |      |